# Fernando Fernández Martín
Fernando Fernández Martín (* 29. Mai 1943 in Santa Cruz de Tenerife) ist ein spanischer Politiker. Zwischen 1987 und 1990 war er Präsident der Kanarischen Inseln, eine der Autonomen Gemeinschaften Spaniens. Für die Spanische Volkspartei (PP) als Mitglied der Europäischen Volkspartei ist er seit 1994 Mitglied des Europäischen Parlaments.

## Ausbildung
Fernando Fernández Martín erwarb 1965 den Hochschulabschluss in Medizin und Chirurgie in Navarra. In den beiden folgenden Jahren erhielt er ein Diplom im Fach Neurologie in Barcelona und Paris. Von 1965 bis 1968 war Martín Dozent für Neurologie an der Universität Navarra, 1968 spezialisierte er sich auf die Bereiche Neurologie und Klinische Neurophysiologie an dieser Hochschule. Danach war er zehn Jahre lang Assistenz-Professor für Medizinische Pathologie an der Universität San Cristóbal de La Laguna. 1975 erlangte er den Doktor der Medizin (Dr. med.). Des Weiteren wurde er 1984 Professor für Neurologie an der Universität La Laguna. Von 1971 bis 1999 war Fernández Martín Leiter der neurologischen Abteilung der Universitätsklinik der Kanarischen Inseln.

## Politische Laufbahn
Seine politische Laufbahn begann er 1983 mit seinem Vorsitz der liberalen Partei CDS der Kanarischen Inseln, den er bis 1989 innehatte. Von 1983 bis 1994 war Martín Abgeordneter im Parlament der Kanarischen Inseln als Autonome Gemeinschaft. Er wurde 1987 zum Präsidenten der Regionalregierung der Kanarischen Inseln gewählt; dieses Amt behielt er bis 1990. Die Partido Popular (PP)-Fraktion bestimmte ihn von 1991 bis 1994 zu ihrem Vorsitzenden. Von 1991 bis 2004 war er Mitglied des regionalen Exekutivausschusses der Spanischen Volkspartei (PP) der Kanarischen Inseln. Im Vorstand der Spanischen Volkspartei (PP) war er von 1994 bis 1999 beschäftigt. Im Jahr 1994 erwarb er die Mitgliedschaft in der Paritätischen Parlamentarischen Versammlung (AKP-EU), die bis 2004 andauerte. Von 1999 bis 2001 war Fernández Martín stellvertretender Vorsitzender des Entwicklungsausschusses des Europäischen Parlamentes. Unmittelbar daran anschließend war er bis 2004 stellvertretender Vorsitzender der Delegation des Europaparlamentes für die Beziehungen zu Südamerika-Mercosur. 2003 wurde er außerdem zum Vorsitzenden der Ad-hoc-Delegation des Europaparlamentes für Venezuela ernannt, ab 2004 war er auch für Bolivien zuständig. Die Wahlbeobachtungsdelegation des Europaparlamentes hat Martín 2007 die Aufgabe übergeben, diverse Wahlen in Afrika und Lateinamerika zu beobachten.

## Auszeichnungen
Fernando Fernández Martín erhielt den Collar de la Orden de las Islas Canarias und die Medaille des Spanischen Senats sowie weitere spanische und ausländische Auszeichnungen.